# Songs Over Troubled Water
Albums de Divers, choisis par Dominique A
Kick Peplum E.P.
(2009)
Songs Over Troubled Water, sous-titré Carte blanche à Dominique A est une compilation produite par la Fnac et sortie le 15 octobre 2009, dont les titres ont été choisis par Dominique A. Le chanteur dit avoir évité autant que possible les incontournables, « de façon à ce que ce disque soit davantage une invitation en destination de discographies (pour le moment) sous évaluées (…) »

## Liste des titres
| No  | Titre                                        | Auteur                      | Durée |
| --- | -------------------------------------------- | --------------------------- | ----- |
| 1.  | Dragonfly                                    | My Brightest Diamond        |       |
| 2.  | Navajo Dream                                 | Venus                       |       |
| 3.  | Swimming                                     | Martha and the Muffins      |       |
| 4.  | Unlimited Marriage                           | Rodolphe Burger             |       |
| 5.  | L'amour est mort                             | Sacha Toorop                |       |
| 6.  | Tomorrow on the Runway                       | The Innocence Mission       |       |
| 7.  | Can't Be Sure                                | The Sundays                 |       |
| 8.  | It's My Own Cheating Heart That Makes Me Cry | Glasvegas                   |       |
| 9.  | You Deserve More Than a Maybe                | St Christopher              |       |
| 10. | Dora                                         | Arman Méliès                |       |
| 11. | It'll Never Happen Again                     | Tim Hardin                  |       |
| 12. | Nobody Has to Know                           | Spain                       |       |
| 13. | I Have the Gun                               | Crime and the City Solution |       |
| 14. | Tout doux                                    | J. P. Nataf                 |       |
| 15. | Les Animaux du club                          | Holden                      |       |
| 16. | Noon                                         | Tarwater                    |       |